# Paul Lamey
Paul Emile Lamey (* 24. Dezember 1938 in Manchester, New Hampshire; † 15. Dezember 2020) war ein US-amerikanischer Bobsportler.
Lamey nahm während seiner aktiven Karriere an sechs Weltmeisterschaften und zwei Olympischen Winterspielen teil. Bei den Winterspielen 1968 in Grenoble belegte er mit seinem Partner Robert Huscher den sechsten Platz. Mit Howard Siler reichte es vier Jahre später in Sapporo für Rang 16.
Während der Bobwettbewerbe bei den Olympischen Winterspielen 1980 arbeitete Lamey als Experte für ABC Television. Anschließend arbeitete er für verschiedenste Firmen als Berater für Marketing und Geschäftsentwicklung.